# Prostanthera lasianthos
Prostanthera lasianthos là một loài thực vật có hoa trong họ Hoa môi. Loài này được Labill. miêu tả khoa học đầu tiên năm 1806.

## Hình ảnh

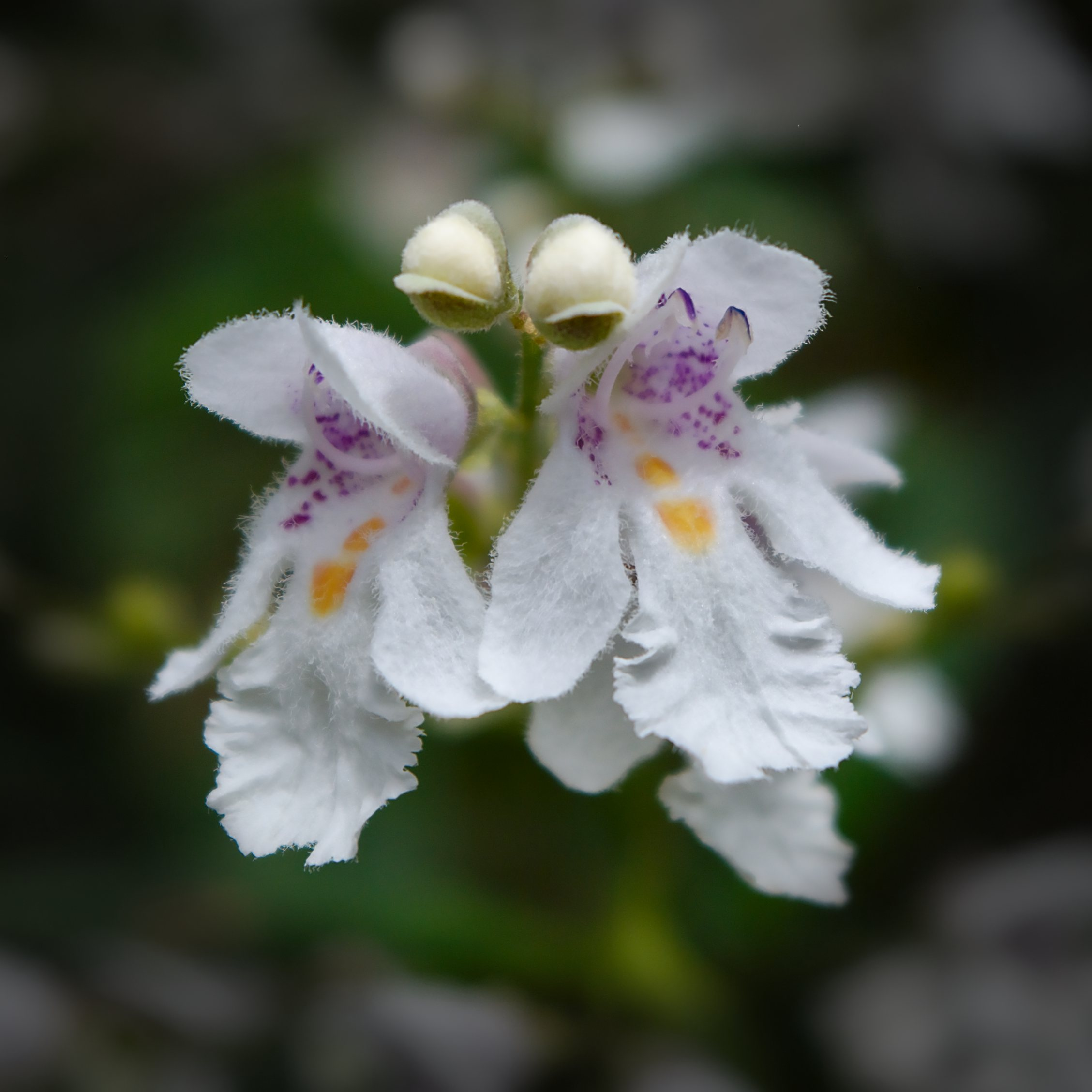